# NTM Live (film)
Pour plus de détails, voir Fiche technique et Distribution.
NTM Live est un film de concert du groupe de rap français Suprême NTM sorti le 28 mars 2000 au format VHS et DVD. Le film contient les deux concerts enregistrés au Zénith de Paris les 24 et 25 novembre 1998. Les deux concerts sont également disponibles en double CD sorti le 24 mars 2000 sous le titre NTM Live... du Monde de demain à Pose ton gun.
Le réalisateur de NTM Live François Bergeron est également le réalisateur du premier clip du groupe, Le Pouvoir, tourné à l'occasion de leur apparition à l'émission Rapline d'Olivier Cachin diffusée sur la chaine de télévision M6 le 20 octobre 1990.

## Fiche technique
- Réalisation : François Bergeron
- Décors : Philippe Léger
- Montage : Linda Attab, Nini Ranaivoarivony
- Musique : DJ S, Sully Sefil, DJ Spank, LG Experience, Madizm, Sulee B Wax, Daddy Jockno, Willie Gunz, Zoxea, Lucien, DJ Clyde, DJ Max, The Beatnuts
- Direction musicale, lyrics : Suprême NTM
- Producteurs : Fabrice Coat, Julie Kerlan
- Production : Lickshot Entertainment - Epic Records - Program 33 (exécutive)
- Distribution : Sony Music Entertainment France
- Pays d’origine :  France
- Langue : français
- Format : 16/9 (4/3 : menus et bonus DVD)
- Genre : Film de concert
- Date de sortie : 2000

## Personnalités présentes
- Joeystarr
- Kool Shen
- DJ James
- Naughty J
- Lord Kossity
- Busta Flex
- Zoxea
- DJ Goldfingers
- Jaeyez
- Danseurs shows : Xavier Plutus, Neil Tendart, David Mathor, Ange Koué
- Angie (chœurs sur "Laisse pas traîner ton fils")
- DJ Spank

## Concert
1. Générique
2. Seine-Saint-Denis Style I
3. On est encore là II&I
4. Pass pass le oinj
5. That's My People
6. Check The Flow (version live '98)
7. Respire
8. Je vise juste (version live '98)
9. Show danseurs
10. Pose ton gun
11. Seine-Saint-Denis Style II
12. Qu'est-ce qu'on attend
13. Popopopop (interlude)
14. Tout n'est pas si facile
15. Show DJ
16. Ma Benz
17. Laisse pas traîner ton fils
18. Paris sous les bombes
19. Back dans les bacs (version live '98)
20. Qui paiera les dégâts?
21. Police
22. C'est arrivé près d'chez toi
23. IV My People
24. Générique

## Bonus DVD

### Bataclan'96
(réalisation : Jacquemin Piel)
- Pass pass le oinj
- Check The Flow
- Plus jamais ça
- Qu'est-ce qu'on attend
- Popopop !!

### Zénith de Paris'92
(réalisation : Guillaume Otzenberger)
- Entrée
- Soul Soul
- Show dance
- Authentik
- Le Monde de demain

### Bande-annonce
- Teaser du documentaire d'Alain Chabat et Stéphane Begoc, Authentiques

### Clips
- Authentik (réalisation : Pascal Venturini)
- J'appuie sur la gâchette (réalisation : Seb Janiak)
- Tout n'est pas si facile (réalisation : Seb Janiak)
- Ma Benz (version censurée) (réalisation : Yannis Mangematin)